# Красноріцький газоносний район
Красноріцький газоносний район — належить до Східного нафтогазоносного регіону України. Виділяється між Північно-Донецьким та Красноріцьким скидами. Загальна потужність осадового чохла становить 4,5—6 км. Особливістю тектонічної будови газоносного району є своєрідна будова складок, північні крила котрих, як правило, занурені по скидах північно-західного простягання. Це вплинуло на ступінь заповнення газом досліджених пасток в середньому карбоні, з якими пов'язана як основна кількість розвіданих запасів, так і прогнозних ресурсів. В районі виділена Ольхівсько-Борівська зона газонакопичення з подвійним структурним контролем.